# Triboluminescência

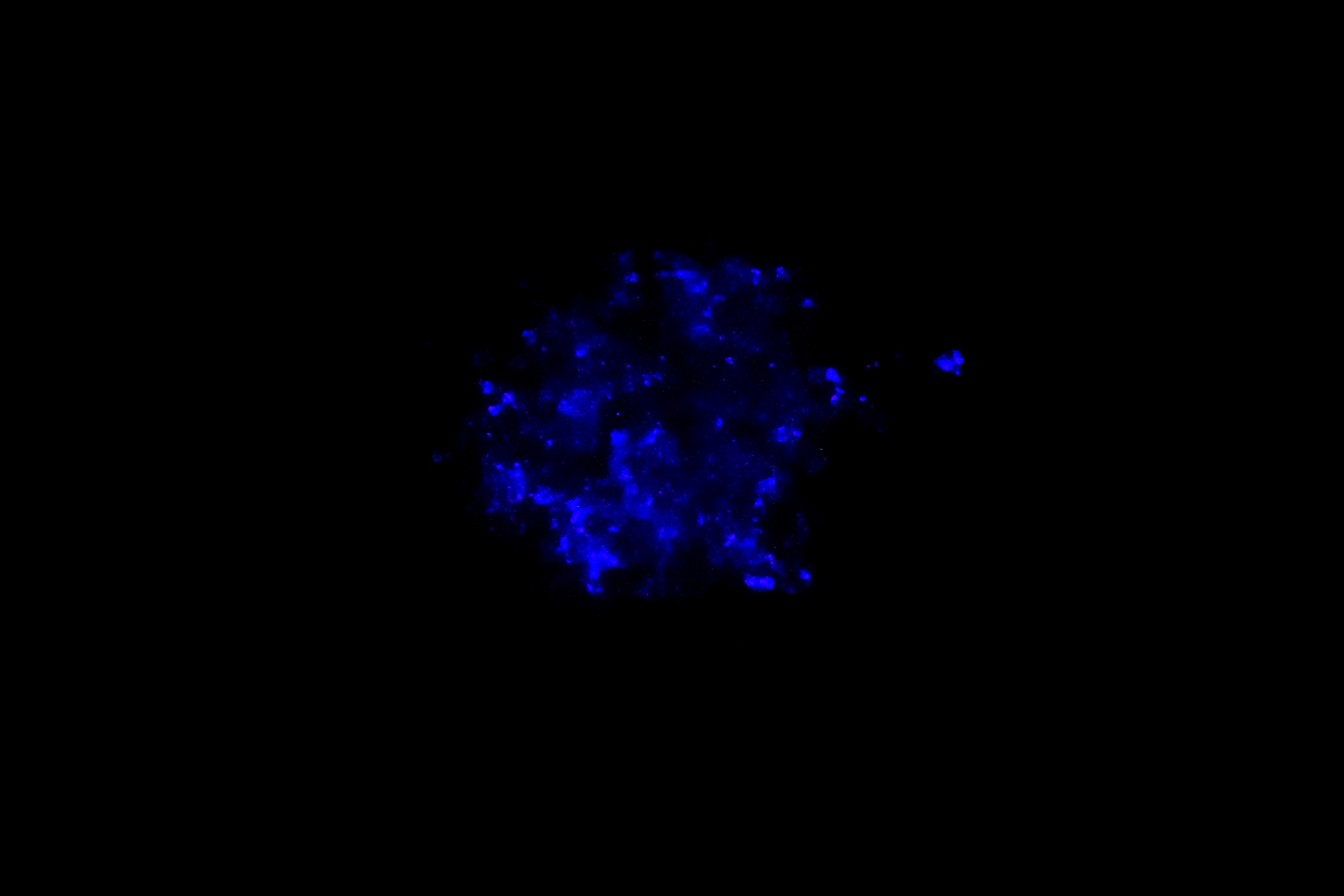
Triboluminescência no salicilato de nicotina

A triboluminescência, também conhecida como mecanoluminescência, é a designação dada à propriedade que certos materiais têm de emitir luz quando mecanicamente solicitados. Sob pressão ou extensão súbitas, tais materiais reagem emitindo luz.
Há vários materiais que exibem tal propriedade, sendo o mais comum deles o açúcar. Outros materiais que exibem triboluminescência são o ácido tartárico, sulfato de lítio mono-hidratado, e o ácido cítrico mono-hidratado.
Um diamante pode começar a brilhar ao ser friccionado. Isso às vezes acontece com diamantes, enquanto uma faceta está sendo comprimida contra o solo ou o diamante está sendo serrado durante o processo de corte. Os diamantes podem ter fluorescência azul ou vermelha. Alguns outros minerais, tais como quartzo, são triboluminescentes, emitindo luz quando friccionados.